# Claire Foy
Claire Elizabeth Foy (Stockport, 1984. április 16. –) Golden Globe- és kétszeres Primetime Emmy-díjas angol színésznő.

## Fiatalkora és családja
Két idősebb testvére van. Manchesterben és Leedsben nőtt fel. Később a család Longwickbe (Buckinghamshire) költözött. Szülei elváltak, amikor Foy nyolcéves volt. Tizenhét éves korában szemtumorral diagnosztizálták.
Az Aylesbury High School és a Liverpool John Moores University tanulója volt, utóbbiban drámát és filmvetítést tanulmányozott.  Ezután egy évig az Oxford School of Drama diákja volt, 2007-ben diplomázott.

## Pályafutása
A Liverpool John Moores University és az Oxford School of Drama egykori hallgatójaként 2008-ban debütált a filmvásznon A vámpír, a vérfarkas és a szellem című misztikus vígjátéksorozat próbaepizódjában. A Royal National Theatre-ben történő fellépése után a BBC One Kis Dorrit című minisorozatában alakította a címszereplőt. Első filmes szerepét a Boszorkányvadászat (2011) című amerikai történelmi fantasydrámában kapta. Miután főszerepeket játszott a The Promise (2011) és a Kalózháború (2014) című televíziós sorozatokban, kritikai sikert aratott Boleyn Anna megformálásával a 2015-ös Farkasbőrben című sorozatban.
Nemzetközi elismerésre a fiatal II. Erzsébet brit királynő szerepében tett szert a Netflix A Korona című televíziós sorozatának első két évadában (2016–2017). Foy alakításával – egyéb díjak mellett – Golden Globe- és Primetime Emmy-díjat is nyert. 2018-ban a Tébolyult, 2019-ben pedig Az első ember című filmben tűnt fel, utóbbiban Neil Armstrong feleségeként – a színésznő a szereppel BAFTA- és Golden Globe-jelöléseket szerzett.

## Filmográfia

### Film
| Év   | Magyar cím                  | Eredeti cím                       | Szerep                | Magyar hang   |
| ---- | --------------------------- | --------------------------------- | --------------------- | ------------- |
| 2011 | Boszorkányvadászat          | Season of the Witch               | Anna                  | Györfi Anna   |
| 2011 | Sérült lelkek               | Wreckers                          | Dawn                  |               |
| 2014 | Vámpírakadémia              | Vampire Academy                   | Sonya Karp            | Törtei Tünde  |
| 2014 |                             | Rosewater                         | Paola Gourley         |               |
| 2015 | A kertbérlő                 | The Lady in the Van               | Lois                  | Csuha Bori    |
| 2017 | Lélegzetvétel               | Breathe                           | Diana Cavendish       | Létay Dóra    |
| 2018 | Tébolyult                   | Unsane                            | Sawyer Valentini      | Solecki Janka |
| 2018 | Az első ember               | First Man                         | Janet Shearon         | Gubás Gabi    |
| 2018 | Ami nem öl meg              | The Girl in the Spider's Web      | Lisbeth Salander      |               |
| 2021 | Louis Wain rendkívüli élete | The Electrical Life of Louis Wain | Emily Richardson-Wain |               |
| 2021 | Az én fiam                  | My Son                            | Joan Richmond         | Sipos Vera    |
| 2022 | A nők beszélnek             | Women Talking                     | Salome                |               |
| 2023 | Mind idegenek vagyunk       | All of Us Strangers               | Anya                  | Solecki Janka |
| 2023 |                             | Mog's Christmas                   | Mrs. Thomas           |               |
| 2024 |                             | Marlow                            | Evie Wyatt            |               |

### Televízió
| Év        | Magyar cím                         | Eredeti cím                                           | Szerep                     | Megjegyzések                                              |
| --------- | ---------------------------------- | ----------------------------------------------------- | -------------------------- | --------------------------------------------------------- |
| 2008      | A vámpír, a vérfarkas és a szellem | Being Human                                           | Julia Beckett              | 1 epizód                                                  |
| 2008      | Doktorok                           | Doctors                                               | Chloe Webster              | 1 epizód                                                  |
| 2008      | Kis Dorrit                         | Little Dorrit                                         | Amy Dorrit                 | főszereplő (14 epizód)                                    |
| 2009      | Tízperces mesék                    | 10 Minute Tales                                       | nő                         | 1 epizód                                                  |
| 2009      | A postamester                      | Terry Pratchett's Going Postal                        | Adora Belle Dearheart      | - kétrészes tévéfilm - magyar hangja: - Gubás Gabi        |
| 2010      |                                    | Pulse                                                 | Hannah Carter              | tévéfilm                                                  |
| 2010–2012 | Ház az Eaton Place-en              | Upstairs Downstairs                                   | Lady Persephone Towyn      | 9 epizód                                                  |
| 2011      |                                    | The Promise                                           | Erin Matthews              | minisorozat (4 epizód)                                    |
| 2011      | Éjjeli őrség                       | The Night Watch                                       | Helen Giniver              | tévéfilm                                                  |
| 2012      |                                    | Hacks                                                 | Kate Loy                   | tévéfilm                                                  |
| 2012      |                                    | White Heat                                            | Charlotte Pew              | minisorozat (6 epizód)                                    |
| 2014      | Kalózháború                        | Crossbones                                            | Kate Balfour               | főszereplő (9 epizód)                                     |
| 2014      |                                    | The Great War: The People's Story                     | Helen Bentwich             | dokumentumsorozat (2 epizód)                              |
| 2014      |                                    | Frankenstein and the Vampyre: A Dark and Stormy Night | narrátor                   | tévéfilm                                                  |
| 2015      | Farkasbőrben                       | Wolf Hall                                             | Boleyn Anna                | - főszereplő (6 epizód) - magyar hangja: - Kökényessy Ági |
| 2016–2020 | A Korona                           | The Crown                                             | II. Erzsébet brit királynő | - főszereplő (20 epizód) - magyar hangja: - Solecki Janka |
| 2018      | Saturday Night Live                | Saturday Night Live                                   | önmaga (házigazda)         | 1 epizód                                                  |
| 2021      | Botrány brit módra                 | A Very British Scandal                                | Margaret Campbell          | főszereplő (3 epizód)                                     |

## Díjak és jelölések
- Primetime Emmy-díj (2018, A korona) - Legjobb televíziós sorozat - drámai kategória - legjobb színésznő

## Fordítás
- Ez a szócikk részben vagy egészben  a   Claire Foy című német Wikipédia-szócikk fordításán alapul.  Az eredeti cikk szerkesztőit annak laptörténete sorolja fel. Ez a jelzés csupán a megfogalmazás eredetét és a szerzői jogokat jelzi, nem szolgál a cikkben szereplő információk forrásmegjelöléseként.
- Ez a szócikk részben vagy egészben  a   Claire Foy című angol Wikipédia-szócikk fordításán alapul.  Az eredeti cikk szerkesztőit annak laptörténete sorolja fel. Ez a jelzés csupán a megfogalmazás eredetét és a szerzői jogokat jelzi, nem szolgál a cikkben szereplő információk forrásmegjelöléseként.